# Vouní
Vouní (grec moderne : Βουνί) est un village chypriote situé dans le district de Limassol et comptant plus de 149 habitants.